# Thomas Kakuska
Thomas Kakuska (* 25. August 1940 in Wien; † 4. Juli 2005 ebenda) war ein österreichischer Geiger und Bratschist. 

## Leben
Kakuska studierte an der Hochschule für Musik und Darstellende Kunst in Wien bei Franz Samohyl. 1960 legte er das Konzertexamen ab. Danach war er Mitglied der Wiener Solisten und des Wiener Streichtrios und Erster Geiger des Europäischen Streichquartetts. Mit 27 Jahren, 1967, wurde er Erster Konzertmeister des Niederösterreichischen Tonkünstler-Orchesters in Wien. Seit 1981 war er als Nachfolger von Hatto Beyerle bis zu seinem Tod Bratschist des Alban Berg Quartetts. 
Kakuska lehrte seit 1971 als Professor an der Universität für Musik und darstellende Kunst in Wien, ab 1993 als Gastprofessor an der Kölner Musikhochschule.
| Personendaten    | Personendaten                          |
| ---------------- | -------------------------------------- |
| NAME             | Kakuska, Thomas                        |
| KURZBESCHREIBUNG | österreichischer Geiger und Bratschist |
| GEBURTSDATUM     | 25. August 1940                        |
| GEBURTSORT       | Wien                                   |
| STERBEDATUM      | 4. Juli 2005                           |
| STERBEORT        | Wien                                   |